# 珀爾文山
47°30′39″N 12°09′05″E / 47.51083°N 12.15139°E

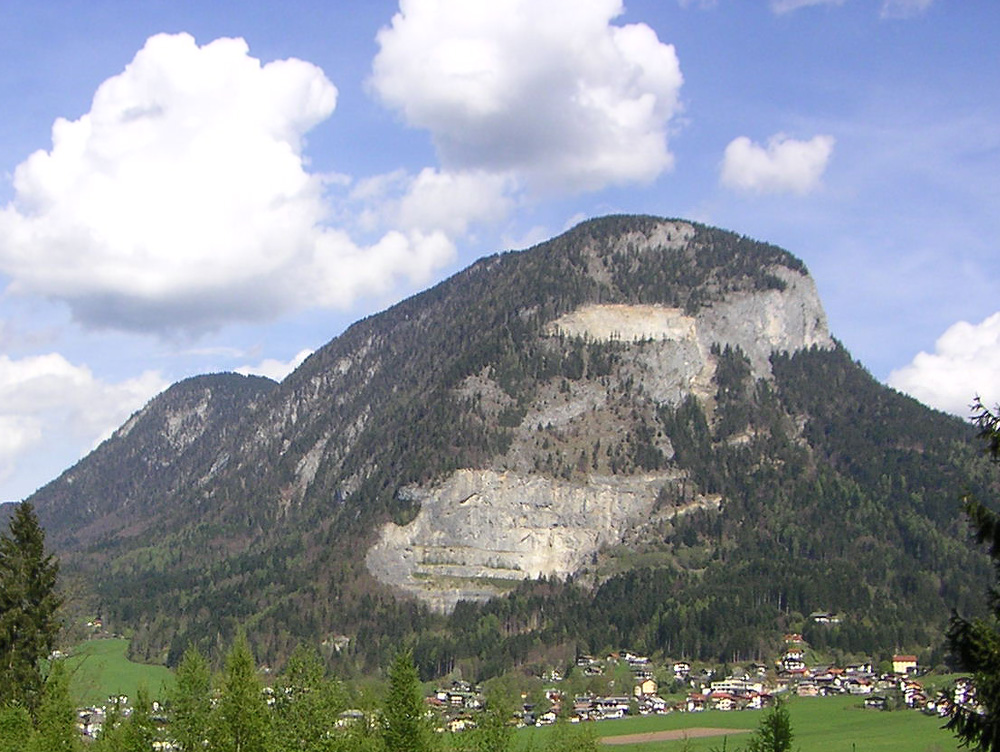

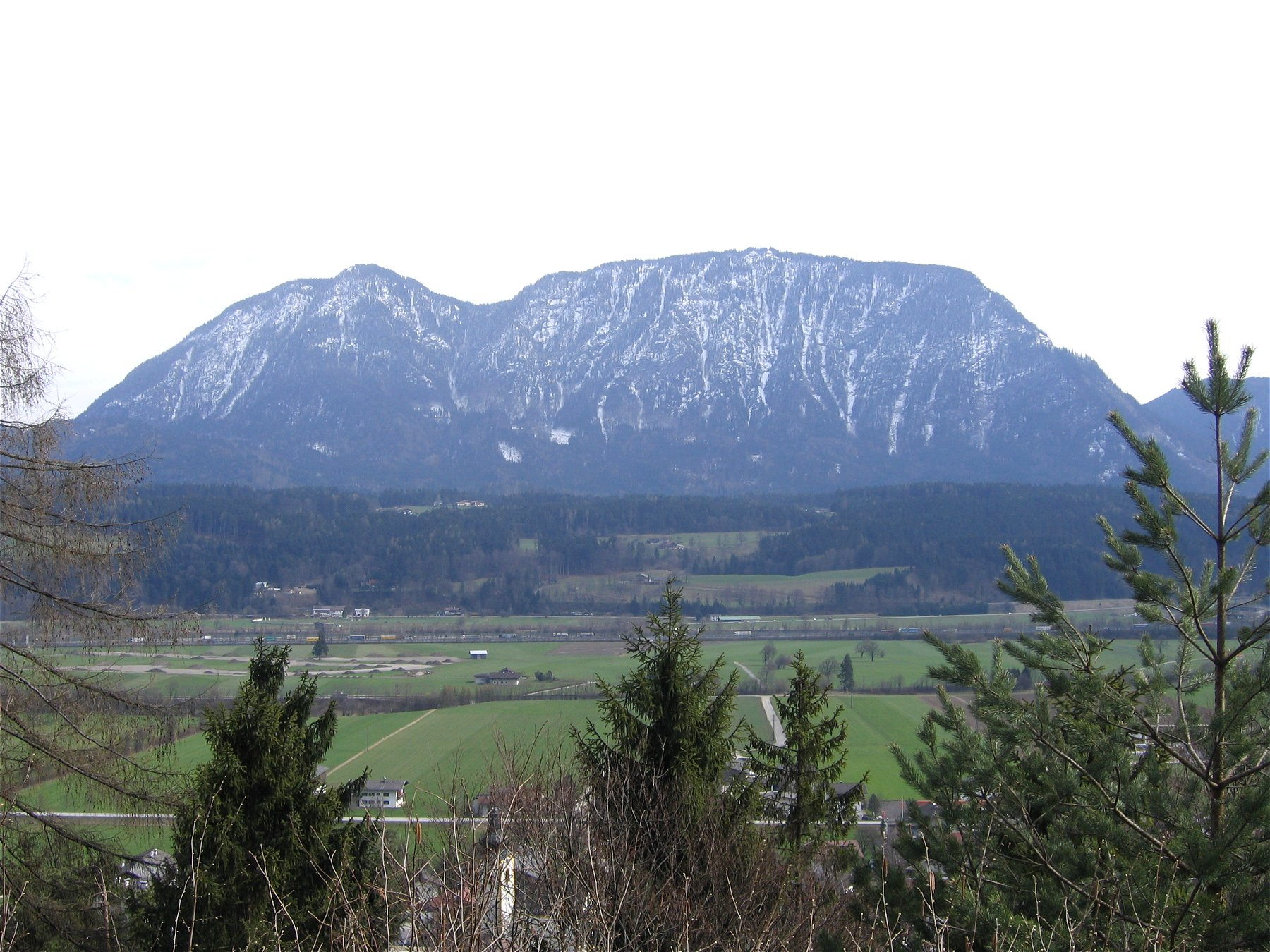

珀爾文山（德語：Pölven），是奧地利的山峰，位於該國西部，由蒂羅爾州負責管轄，屬於基茨比爾阿爾卑斯山脈的一部分，海拔高度1,595米，每年平均降雨量1,971毫米。